# Wiesław Surlit
Wiesław Surlit (ur. 14 lutego 1949 w Osowie) – polski piłkarz i trener. Mistrz Polski z sezonu 1979/1980 wraz z Szombierkami Bytom.

## Kariera piłkarska i trenerska
Pierwsze treningi rozpoczął mając 8–9 lat, kiedy to zapisał się do Szkolnego Klubu Sportowego. Następnie został zawodnikiem Włókniarza Zelów, na którego zajęcia uczęszczał dwa razy w tygodniu. Jeszcze jako junior trafił do ŁKS-u Łódź, a w sezonie 1971/1972 był także zawodnikiem Orła Łódź. W latach 1971–1973 Surlit odbywał służbę wojskową. W lipcu 1972 trafił do Legii Warszawa, w barwach której zadebiutował w I lidze – 24 września wystąpił przez pełne 90 minut w derbowym spotkaniu z Gwardią Warszawa. W następnej kolejce zagrał w meczu przeciwko Odrze Opole, który był jego ostatnim w stołecznym klubie. Z Legii odszedł w kwietniu 1973, a następnie przez pięć lat występował w Widzewie Łódź. W sezonie 1974/1975 wywalczył z nim awans do najwyższej polskiej klasy rozgrywkowej, ale grywał w niej sporadycznie – wystąpił w czterech meczach.
W lipcu 1978 Surlit został graczem Szombierek Bytom. Będąc ich podstawowym bramkarzem w sezonie 1979/1980 został mistrzem Polski. W kolejnych rozgrywkach występował w Pucharze Europy, a w następnych w Pucharze UEFA. Ustanowił także rekord, rozgrywając w pełnym wymiarze czasu wszystkie mecze ligowe przez 5 kolejnych lat bez przerwy (13 500 minut gry). W sierpniu 1983 wyjechał do Stanów Zjednoczonych wraz z żoną i dwoma synami. Grał tam w Buffalo Stallions. Po roku powrócił do Polski i reprezentował barwy II-ligowej Korony Kielce. Później był także bramkarzem GKS-u Bełchatów, w którym rozegrał 16 meczów. Piłkarską karierę zakończył w 1990, gdy występował w Bzurze Ozorków.
Jako trener zadebiutował w drużynie juniorów ChKS Łódź. Później wprowadził do V ligi LKS Gałkówek. W sezonie 2001/2002 pracował w pabianickim PTC, a w rozgrywkach 2003/2004 był szkoleniowcem Włókniarza Pabianice.

## Życie prywatne
Wiesław Surlit jest bratem Krzysztofa, byłego piłkarza, zmarłego we wrześniu 2007 na zawał serca. Razem występowali w Widzewie Łódź w latach 1973–1975 i w roku 1977, zaś w sezonach 1986/1987 i 1987/1988 byli zawodnikami GKS-u Bełchatów.